# Callipterus
Genre
Callipterus est un genre d'insectes de l'ordre des hémiptères, de la super-famille des Aphidoidea (pucerons), de la famille des Aphididae.

## Espèces
- Callipterus caryaefoliae Davis, 1910
- Callipterus mucidus Fitch, 1856
- Callipterus robiniae (Gillette, 1907)

Noms en synonymie
- Callipterus elegans (Koch, C.l., 1855), un synonyme de Tinocallis platani
- Callipterus tiliae, un synonyme de Eucallipterus tiliae (Linnaeus, 1758)
- Callipterus betulae Koch, 1855, un synonyme de Euceraphis betulae (Koch, 1855)
- Callipterus carpini, un synonyme de Myzocallis carpini (Koch, 1855)
- Callipterus castaneae Buckton, 1881, un synonyme de Myzocallis castanicola Baker, 1917
- Callipterus juglandis, un synonyme de Panaphis juglandis (Goeze, 1778)
- Callipterus trifolii Monell, 1882, un synonyme de Therioaphis trifolii (Monell, 1882)